# Sabine Scholze
Sabine Scholze (* 14. November 1944 in Dresden; † 2. Juni 2023) war eine deutsche Dramaturgin für Animationsfilme sowie Mitbegründerin und langjährige Geschäftsführerin des Deutschen Instituts für Animationsfilm.

## Leben und Wirken
Die gebürtige Dresdnerin Sabine Scholze legte ihr Abitur an der Kreuzschule ab. Anschließend machte sie eine Ausbildung zur Landschaftsgärtnerin und -gestalterin und absolvierte ein Studium der Germanistik und Anglistik an der Humboldt-Universität Berlin, das sie mit dem Diplom abschloss. Scholze begann als wissenschaftliche Mitarbeiterin beim Progress-Film-Verleih zu arbeiten und wechselte später in die Bezirksfilmdirektion Dresden, um dort die Abteilung für Presse- und Öffentlichkeitsarbeit zu leiten.
Mitte der 1980er-Jahre begann Sabine Scholzes Tätigkeit als stoffführende Dramaturgin am DEFA-Studio für Trickfilme. Sie war an rund 30 Filmproduktionen beteiligt und arbeitete u. a. mit Marion Rasche, Lutz Stützner und Jörg d’Bomba zusammen. Im Zuge der Abwicklung des Studios 1992 ist es maßgeblich ihr zu verdanken, dass die künstlerischen Materialien des Studios nicht vernichtet wurden. Zeitgleich setzte sie sich für die Gründung eines Instituts für Animationsfilm in Dresden ein, das 1993 unter dem Namen DIAF entstand. Zunächst war Scholze ehrenamtliche Vorsitzende; 1996 wurde sie zur Geschäftsführerin. In einem Nachruf auf Sabine Scholze betont die Einrichtung, dass sich das DIAF unter Scholzes Leitung „zu einer Sammlungs-, Präsentations- und Forschungseinrichtung von nationaler und internationaler Bedeutsamkeit“ entwickelt habe.
In ihrer Zeit als Geschäftsführerin organisierte Sabine Scholze mit ihrem Team zahlreiche Ausstellungen, Symposien und Filmvorführungen zum DEFA-Trickfilmschaffen.  2003 brachte sie zusammen mit Ralf Schenk im Auftrag der DEFA-Stiftung das Buch Die Trick-Fabrik. DEFA-Animationsfilme 1955–1990 heraus, das bis heute als Standardwerk zum Animationsfilmschaffen in der DDR betrachtet wird und international prämiert wurde. 2007 stellte Scholze anlässlich der durch den Freistaat Sachsen ausgerichteten Feierlichkeiten zum Tag der Deutschen Einheit das DEFA-Animationsfilmschaffen in Japan vor. Für das vielfältige Engagement erhielt das DIAF 2007 einen Programmpreis der DEFA-Stiftung, den Sabine Scholze entgegennahm. 2008 endete ihre Tätigkeit als DIAF-Geschäftsführerin. Dem Animationsfilm blieb sie weiterhin verbunden und kuratierte noch 2022 eine Ausstellung zum animierten Märchen-Filmschaffen der DEFA mit.
Sabine Scholze starb am 2. Juni 2023 im Alter von 78 Jahren.

## Filmografie (Auswahl)
- 1988/89: Tolpatsch (Dramaturgin; R: Jörg d'Bomba)
- 1988/89: C'est la vie (Dramaturgin; R: Christian Biermann)
- 1989/90: Der lange Weg (Dramaturgin, R: Marion Rasche)
- 1989/90: Anna, genannt Humpelbein (Dramaturgin; R: Rolf Hofmann)
- 1989/90: Sitis (Dramaturgin; R: Rainer Schade)
- 1990: Inselwitz (Dramaturgin; R: Lutz Stützner)
- 1990: In My Neighbourhood (Drehbuch; R: Gábor Steisinger)

## Auszeichnungen
- 2006: Norman McLaren-Evelyn-Lambart-Award: Für das weltweit beste Buch zum Animationsfilm (gestiftet vom National Film Board of Canada)
- 2007: Programmpreis der DEFA-Stiftung (entgegengenommen für das DIAF)